# Добрый человек из Сезуана (Театр имени Пушкина)
«Добрый человек из Сезуана» — спектакль Театра имени Пушкина по одноимённой пьесе, написанной немецким драматургом Бертольтом Брехтом в сотрудничестве с Рут Берлау и Маргарет Штеффин. Поставлен известным театральным режиссёром Юрием Бутусовым. Премьера состоялась 1 февраля 2013 года на основной сцене. Специально для Театра имени Пушкина Егором Перегудовым был сделан новый перевод пьесы, в котором приглушены политические оттенки и сделан акцент на морально-нравственный конфликт. В спектакле звучит музыка Пауля Дессау в исполнении ансамбля солистов «Чистая музыка» под руководством музыканта и композитора Игоря Горского, а зонги на немецком языке исполняют сами артисты.

## Краткое содержание
История о добросердечной проститутке Шен Те, неожиданно обласканной богами. Она открывает табачную лавку и пытается начать новую жизнь, но все вокруг пользуются её добротой и мешают планам осуществиться. Чем больше добра делает Шен Те другим людям, тем больше бед сыплется на её собственную голову. На грани краха вдруг появляется её «двоюродный брат» — жесткий и расчетливый Шуй Та — вторая сторона самой героини, противовес доброте, который разжигает в ней серьёзную внутреннюю борьбу.

## Действующие лица и исполнители
- Боги — Анастасия Лебедева
- Шен Те, Шуй Та — Александра Урсуляк
- Янг Сун, безработный лётчик — Александр Арсентьев
- Ванг, продавец воды — Александр Матросов
- Госпожа Янг — Вера Воронкова
- Парикмахер Шу Фу — Андрей Сухов
- Домовладелица Ми Цзю — Ирина Петрова
- Госпожа Шин, вдова — Наталья Рева-Рядинская
- Столяр Линь То — Алексей Дадонов
- Полицейский — Алексей Рахманов
- Старуха — Анна Бегунова
- Родственник — Иван Литвиненко

## Награды
- Юрий Бутусов был удостоен Специальной премии жюри драматического театра и театра кукол  Российской национальной театральной премии «Золотая маска» «За поиск уникального сценического языка» (спектакли «Добрый человек из Сезуана», Театр им. А.С. Пушкина, Москва, и «Макбет. Кино.», Театр им. Ленсовета, Санкт-Петербург ) (2014 год)

- Александра Урсуляк стала лауреатом  Российской национальной театральной премии «Золотая маска» в номинации “Лучшая женская роль” за исполнение роли Шен Те, Шуй Та

- Спектакль "Добрый человек из Сезуана" стал лауреатом Премии им. К.С. Станиславского  в номинации "Событие сезона"

## Критика о спектакле
«Добрый человек» — это спектакль-ансамбль, это парад человеческих психотипов, парад масок, которые люди выбирают для себя сознательно. Две ипостаси главной героини — доброй и безотказной Шен Те и холодного бесчувственного Шуи Та — на протяжении спектакля ведут друг с другом отчаянную борьбу, как доктор Джекил и Мистер Хайд. Брехтовский финал отдан на откуп богам, которые просто плюют на этот чудовищный мир, неспособный ни оценить подлинной доброты, ни противостоять абсолютному злу, ни одержать победы над искушениями. …Юрий Бутусов поставил очень жесткий и яростный спектакль, спектакль-агонию, спектакль-проклятие. В нём нет никакой надежды. И это самая страшная правда, на которую способно искусство».— Ксения Ларина, "Новые известия"

«Бутусов не отвечает на вопросы, он обдумывает разные возможности развития истории „доброго человека“, вовлекает в этот процесс зрителей. Такой тип театра принято называть интеллектуальным, но в нашем случае он изысканно красив».— Марина Тимашева, «Голос России»

«В спектакле Бутусова нет финального брехтовского зонга: „Плохой конец заранее отброшен, он должен, должен, должен быть хорошим“. Он заканчивается отчаянным, надрывным монологом Урсуляк, пробирающим до печенок. И ты выходишь из зала ошарашенным, потрясенным пресловутым катарсисом, но все же счастливым оттого, что в нашем театре ещё возможны такие прорывы».— Марина Шимадина, «Известия»

«У Бутусова и пир (во время чумы), и мир (худой), и добрые люди. За двоих играет Александра Урсуляк. Играет до физического изнеможения и этот надрыв в слове и жесте исключает какие бы то ни было замечания к актрисе. Она не проживает роль на сцене, выживает в ней. Шен Те — Шуи Та — эксперимент физический, проверка на выносливость, до метафизики ли тут? Впрочем, и на неё сил хватает. Перевоплощение и переодевание — здесь и сейчас, без паузы, без входа/ выхода в/из образ(а). Мужественную женщину от женственного мужчины отделяет мгновение: не успевает Шуи Та обдумать резон вступления в брак, как Шен Те уже по-девичьи смеется в подушку, радуясь предложению Янг Суна. Радуется, хотя и знает (но не верит), что тот, предлагает руку, желая запустить её в капиталы невесты. Шуи Та — рацио, Шен Те — импульс. Одно без другого губительно».— Эмилия Деменцова, «Театрон»

«Страстная женщина, проступающая сквозь маску маленького, забавного человечка. Какая интересная актерская задача, и как виртуозно справляется с ней Александра Урсуляк! Играя размалеванную, усталую шлюху, счастливую девчонку, благодарную подругу, ответственного работягу, всепрощающую невесту, будущую мать или своего притворно грозного братца, тающего от каждого прикосновения Янг Суна, она неизменно точна и убедительна. Главное, ей действительно удается доброта. Такая непафосная, несентиментальная, немного сниженная угловатой пластикой и сиплыми нотками в прокуренном голосе. Доброта сосредоточенная, напряженная, ибо тут нельзя зазеваться, надо владеть ситуацией: с той рассчитаться, у этого одолжить, тех накормить, за того вступиться. Даже накануне свадьбы не знает она покоя. Присев перед закрытым занавесом на краешек стула в подвенечном платье, по-мужски широко расставив в задумчивости худые коленки, она делится со зрителями своими опасениями. Но тем ярче на фоне её напряженности выглядит миг полного, беззаботного счастья».— Мария Зерчанинова, «Экран и сцена»